# Euscorpius kabateki
Espèce
Euscorpius kabateki est une espèce de scorpions de la famille des Euscorpiidae.

## Distribution
Cette espèce est endémique de Phthiotide en Grèce. Elle se rencontre sur le mont Parnasse.

## Description
Le mâle holotype mesure 32,21 mm et la femelle paratype 32,69 mm.

## Étymologie
Cette espèce est nommée en l'honneur de Petr Kabátek.

## Publication originale
- Kovařík & Šťáhlavský, 2020 : Five new species of Euscorpius Thorell, 1876 (Scorpiones: Euscorpiidae) from Albania, Greece, North Macedonia, and Serbia. Euscorpius, no 315, p. 1-37 (texte intégral).